# Соццани, Карла
Карла Соццани (род. 1947) — итальянский редактор книг и журналов, галерист и предприниматель. Основала галерею Карлы Соццани в 1989 году, а также модный торговый центр 10 Corso Como в Милане.

## Ранняя жизнь и образование
Родилась в Мантуе в 1947 году. Окончила Университет Боккони в Милане. Во время учёбы в университете (в конце 1960-х — начале 1970-х), начала работать редактором нескольких итальянских журналов мод, в том числе «Vogue Bambini».

## Карьера
В течение следующего десятилетия была главным редактором специальных выпусков итальянского Vogue. Работала с фотографами и художниками Сарой Мун, Хербом Ритцом, Брюсом Вебером, Паоло Роверси, Робертом Мэпплторпом, Уильямом Вегманом и Деборой Турбевиль.
В 1986 году покинула итальянский Vogue. После этого была назначена французским редактором Александром Либерманом на должность главного редактора американского Vogue в Италии. 
В 1987 году участвовала в запуске итальянского издания Elle.
В 1989 году Соццани познакомилась с американским художником Крисом Рухом (англ.). У них завязались профессиональные и личные отношения.
В 1990 году основала галерею Galleria Carla Sozzani на Корсо Комо, 10 в Милане. Здесь создавались фотографии, публиковались каталоги и проходили выставки книг о работах Вальтера Альбини, Пьера Кардена, Руди Гернрайха, Пако Рабана, а также других фотографов. Впоследствии она руководила более чем 250 выставками фотографии и дизайна, на которых были представлены работы таких художников, как Ман Рэй, Хорст, Анни Лейбовиц, Хельмут Ньютон, Давид Ла Шапель, Жан Пруве, Марк Ньюсон, Широ Курамата, Лоретта Люкс и Роберт Полидори. 
В 1991 году галерея на Корсо Комо 10 включила в себя также модные и дизайнерские бутики, книжный магазин, кафе-ресторан в городском саду, гостиницу «Три комнаты» с садом на крыше.
В 2001 году Соццани вместе с Йоджи Ямамото редактировала книгу «Talking to Myself», которую она опубликовала в соавторстве с немецким изданием «Стейдл». Была куратором фотовыставки в Европарламенте в Париже.
В 2002 году, совместно с Рей Кавабуко (англ.), японской создательницей бренда Comme des Garçons, она основала торговый центр 10 Corso Como Comme des Garçons в Токио.
В 2008 году в рамках совместного предприятия с Samsung Group открыла сеть бутиков 10 Corso Como в Сеуле. Заведение было спроектировано Крисом Рухсом. В этом торговом центре присутствовало три магазина. Они сочетали в себе моду, искусство, дизайн и гастрономию.
31 марта 2012 года открылся второй в Сеуле центр 10 Корсо Комо на авеню L. В дальнейшем этот центр превратился в международно признанное место стиля и культуры. Данный центр также спроектировал Крис Рухс.
В сентябре 2013 года в партнерстве с брендом Trendy International Group представила концепцию 10 Corso Como в Китае. Новый центр 10 Corso Como в Шанхае открылся в отдельно стоящем стеклянном здании с фотографиями. Здесь присутствуют элементы моды, дизайна, музыки, а также кондитерское кафе и открытая терраса.
В 2017 году основала Фонд Соццани. Она стремится повысить качество и эстетическую глубину современной жизни за счет расширения знаний об истории, исполнении, использовании и презентации как прикладного, так и изобразительного искусства.
Осенью 2018 года, совместно с компанией по развитию и управлению недвижимостью Howard Hughes Corporation, Соццани открыла филиал на улице Корсо Комо 10 в Нью-Йорке, в Саут-Стрит-Сипорте.

## Личная жизнь
Франка Соццани (1950—2016), главный редактор Vogue Italia, приходилась ей младшей сестрой.